# Zeki Sezer

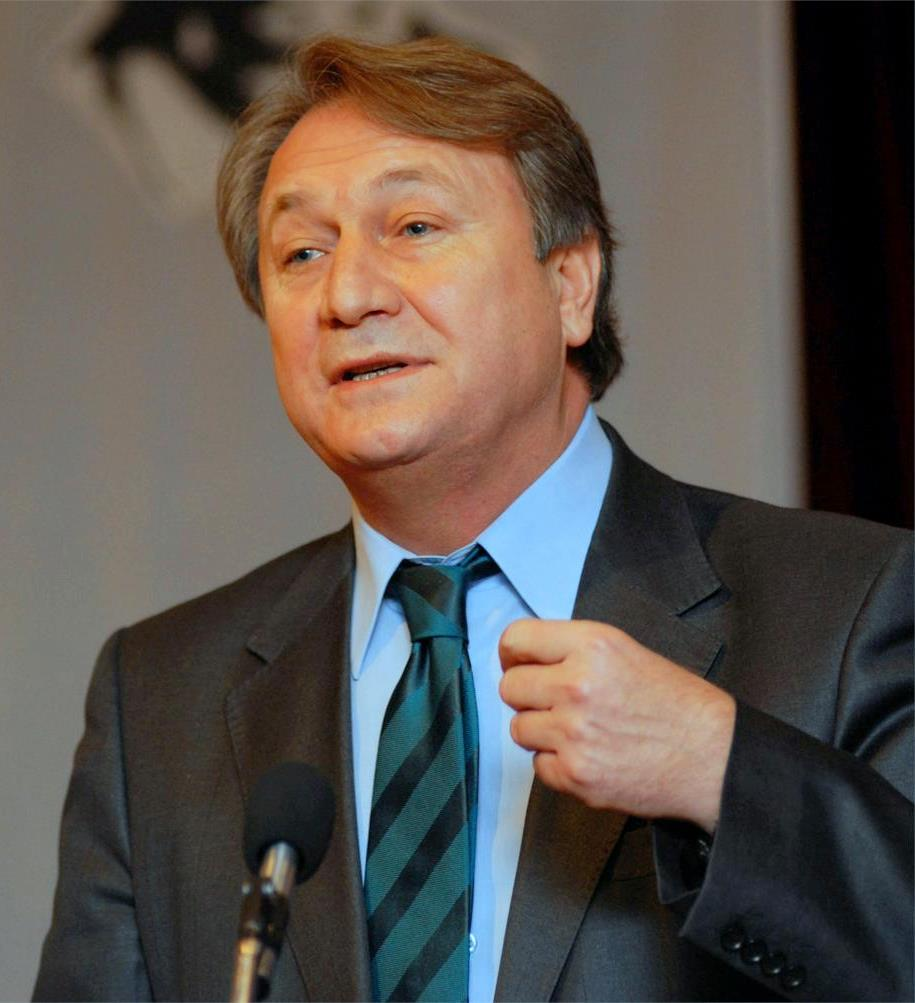
Zeki Sezer

Mehmet Zeki Sezer (* 12. April 1957 in Eskişehir) ist ein türkischer Chemieingenieur sowie ehemaliger Minister und Vorsitzender der Partei der Demokratischen Linken, er wurde 2004 beim Parteikongress nach dem Rücktritt von Bülent Ecevit gewählt.
Sezer besuchte die M.-Rüştü-Uzel-Chemie-Berufsbildungsschule und graduierte an der Fakultät für Chemieingenieurwesen der Gazi-Universität in Ankara. Er absolvierte seinen viermonatigen Militärdienst 1983.
Während seiner Gymnasial- und Universitätsjahre spielte Sezer für verschiedene Vereine Volleyball. Zudem hat er ein besonderes Interesse an Kunst. Er begann mit seiner Karriere 1975 als Chemietechniker im öffentlichen Dienst und später als Chemieingenieur.
Seine politische Karriere in der Demokratischen Linkspartei (DSP) begann 1988. Sezer diente als Sekretär des DSP-Ortsvereins in Çankaya, als Vizevorsitzender der DSP in Ankara und wurde 1991 Präsidiumsmitglied. Er diente auch zweimal als Generalsekretär der Partei. Zwischen 2001 und 2004 war er stellvertretender Vorsitzender der DSP. Beim 6. Parteikongress am 25. Juli 2004 folgte er Bülent Ecevit. Mit seinem Rücktritt wurde am 11. April 2009 sein Nachfolger als Vorsitzender Masum Türker.
Bei den Wahlen 1999 wurde Sezer zum Abgeordneten der Großen Nationalversammlung für Ankara gewählt und diente im Kabinett Ecevit V als Staatsminister unter Ministerpräsident Bülent Ecevit.
Sezer ist verheiratet mit Ülkenur Sezer und hat zwei Kinder.